# (20459) 1999 LO26
A (20459) 1999 LO26 a Naprendszer kisbolygóövében található aszteroida. A LINEAR projekt keretében fedezték fel 1999. június 9-én.